# Provincie Avellino
Avellino (Provincia di Avellino) je italská provincie v oblasti Kampánie. Sousedí na severozápadě s provincií Benevento, na severovýchodě s provincií Foggia, na jihovýchodě s provincií Potenza, na jihu s provincií Salerno a na západě s metropolitním městem Napoli.

## Okolní provincie
| Růžice kompasu |         | Benevento          | Foggia  | Růžice kompasu |
| Růžice kompasu | Napoli  | Sever              | Potenza | Růžice kompasu |
| Růžice kompasu | Napoli  | Provincie Avellino | Potenza | Růžice kompasu |
| Růžice kompasu | Napoli  | Jih                | Potenza | Růžice kompasu |
| Růžice kompasu | Salerno |                    |         | Růžice kompasu |